# Década de 1780 a.C.
Séculos: (Século XIX a.C. - Século XVIII a.C. - Século XVII a.C.)
Décadas: 1830 a.C. 1820 a.C. 1810 a.C. 1800 a.C. 1790 a.C. - 1780 a.C. - 1770 a.C. 1760 a.C. 1750 a.C. 1740 a.C. 1730 a.C.
Anos: 1789 a.C. - 1788 a.C. - 1787 a.C. - 1786 a.C. - 1785 a.C. - 1784 a.C. - 1783 a.C. - 1782 a.C. - 1781 a.C. - 1780 a.C.
- 1786 a.C. - Fim do reinado do faraó Amenemés IV
- 1785 a.C. - Início do reinado do faraó Esquemíofris
- 1782 a.C. - Fim do reinado do faraó Esquemíofris